# Riaguas de San Bartolomé
Riaguas de San Bartolomé – gmina w Hiszpanii, w prowincji Segowia, w Kastylii i León, o powierzchni 11,65 km². W 2011 roku gmina liczyła 36 mieszkańców.